# Hematopoiese

Hematopoiese humana.
- As características morfológicas das células hematopoiéticas são mostradas como observadas na mancha de Wright, na mancha de May-Giemsa ou na mancha de May-Grünwald-Giemsa. Os nomes alternativos de certas células são indicados entre parênteses.
- Certas células podem ter mais de uma aparência característica. Nesses casos, mais de uma representação da mesma célula foi incluída.
- Juntos, os monócitos e linfócitos compreendem agranulócitos, ao contrário dos granulócitos (basófilos, neutrófilos e eosinófilos) que ocorrem durante a granulopoiese.
- b., n. e e. representam basófilas, neutrofílicas e eosinofílicas, respectivamente - como no promielócito basofílico.
[1] O eritrócito policromático (reticulócitos) à direita mostra sua aparência característica quando corada com azul de metileno ou Azure B.
[2] O eritrócito à direita é uma representação mais precisa de sua aparência na realidade quando vista através de um microscópio.
[3] Outras células que surgem de monócitos: osteoclastos, microglia (sistema nervoso central), células de Langerhans (epiderme), células de Kupffer (fígado).
[4] Para maior clareza, os linfócitos T e B são divididos para indicar melhor que a célula plasmática emerge da célula B. Observe que não há diferença na aparência das células B e T, a menos que uma coloração específica.

Hematopoiese, também conhecida por hematopoese, hemopoese e hemopoiese, é o processo de formação, desenvolvimento e maturação dos elementos figurados do sangue (eritrócitos, leucócitos e plaquetas) a partir de um precursor celular comum e indiferenciado conhecido como célula hematopoiética pluripotente, célula-tronco ou stem-cell. As células-tronco, que no adulto encontram-se na medula óssea, são as responsáveis por formar todas as células e derivados celulares que circulam no sangue.
Abrange o estudo de todos os fenômenos relacionados com a origem, com a multiplicação e a maturação das células primordiais ou precursoras das células sanguíneas, ao nível da medula óssea. A hematopoiese se divide em dois períodos:
1. Período Embrionário e Fetal: Iniciando no primeiro mês de vida pré-natal, surgem as primeiras células fora do embrião, são os eritroblastos primitivos.Na sexta semana, tem início a hematopoiese no fígado; o principal órgão hematopoiético nas etapas inicial e intermediária da vida fetal. Na fase intermediária da vida fetal, o baço e os nodos linfáticos desempenham um papel menor na hematopoiese, mas o fígado continua a dominar essa função. Na segunda metade da vida fetal, a medula óssea torna-se cada vez mais importante para a produção de células sanguíneas. 
2. Período Pós-natal: Logo após o nascimento, cessa a hematopoiese no fígado, e a medula passa a ser o único local de produção de eritrócitos, granulócitos e plaquetas. As células-tronco e as células progenitoras são mantidas na medula óssea. Os linfócitos B continuam a ser produzidos na medula e órgãos linfóides secundários e os linfócitos T são produzidos no timo e também nos órgãos linfóides secundários. Ao nascer o espaço medular total é ocupado pela medula vermelha; na infância apenas parte desse espaço será necessária para a hematopoiese; o espaço restante fica ocupado pelas células de gordura. Mais tarde apenas os ossos chatos (crânio, vértebras, gradil torácico, ombro e pelve) e as partes proximais dos ossos longos (fêmures e úmeros) serão locais de formação de sangue.

## Hematopoiese em humanos

### Local de formação
Nas primeiras semanas de gestação (aproximadamente 19° dia), o saco vitelino é o principal local de hematopoiese. De seis semanas até seis a sete meses de vida fetal, o fígado e o baço são os principais órgãos envolvidos e continuam a produzir os elementos figurados do sangue até cerca de duas semanas após o nascimento.
A medula óssea dos ossos chatos é o local mais importante a partir de seis a sete meses de vida fetal e, durante a infância e a vida adulta, é a única fonte de novos elementos figurados. As células em desenvolvimento estão situadas fora dos seios da medula óssea, enquanto as maduras são liberadas nos espaços sinusais e na microcirculação medular e, a partir daí, na circulação geral.
No período da lactação, toda a medula óssea é hematopoiética, mas durante a infância há substituição progressiva da medula por gordura nos ossos longos, de modo que a medula hematopoiética no adulto é confinada ao esqueleto central e às extremidades proximais do fêmur e do úmero. Mesmo nessas regiões hematopoiéticas, aproximadamente 50% da medula é de gordura. A medula óssea gordurosa é capaz de reverter para hematopoiese e, em muitas doenças, também há expansão da mesma nos ossos longos. Além disso, o fígado e o baço podem retomar seu papel hematopoiético fetal (hematopoiese extramedular).

### Tecido Hematopoiético
A hematopoiese é função do tecido hematopoiético, que aporta a celularidade e o microambiente tissular necessários para gerar os diferentes constituintes do sangue. No adulto, o tecido hematopoiético forma parte da medula óssea (medula vermelha) e é o local onde ocorre a hematopoiese normal.
O local onde ocorre a hematopoiese varia durante a ontogênese. Assim, observamos três fases sequenciais de locais hematopoiéticos:
1. Fase mesoblástica: Fase inicial, no pedúnculo do tronco e saco vitelino. Ambas estruturas tem poucos mm. de longitude, ocorre na 2ª semana embrionária.
2. Fase hepática: Na 6ª semana de vida embrionária.
3. Fase mieloide: O baço e a medula óssea fetal

Somente resumindo, o tecido hematopoiético é o formador dos elementos figurados do sangue.

### Órgãos hematopoiéticos
Esses órgãos são: medula óssea, linfonodos (gânglios linfáticos), baço e fígado.
Produzem, no processo da Hematopoiese, os elementos do sangue: leucócitos, hemácias e plaquetas.

#### Medula óssea
A medula óssea é o órgão mais importante da gênese dos diversos elementos figurados do sangue, pois lá estão as células-tronco que dão origem a células progenitoras de linhagens mielocíticas, linfocítica, megacariócitos e eritroblastos.

## Diferenciação sanguínea
Os histologistas do século XIX e princípios do XX classificavam as células do sangue em duas categorias (ou linhas) segundo seu suposto lugar de origem: médula óssea ou órgãos linfoides (gânglios linfáticos, baço ou timo).
Com algumas correções, pois não se considera válida a suposição de una origem dual das células sanguíneas. A teoria atual aponta que todas têm uma origem única e comum na medula óssea, tal classificação segue vigente:
A "estirpe mieloide", compreende aos eritrócitos, plaquetas, leucócitos granulares (neutrófilos, basófilos e eosinófilos) e monócitos-macrófagos. O desenvolvimento de tais elementos se conhece como mielopoiese e parte de uma célula mãe precursora comum.
A "estirpe linfoide", compreende unicamente aos linfócitos, que podem ser de dois tipos: linfócitos B e linfócitos T (existe ainda um terceiro tipo,os linfócitos NK). O desenvolvimento destas células se denomina linfopoiese.

### Mielopoiese
Se denomina assim ao processo de formação de células granulocíticas: (Eosinófilos, Basófilos e Neutrófilos)a partir de uma célula única (UFC-G) ou unidade de colônias granulocíticas.
Evolução Celular:
- Mieloblasto
- Promielócito
- Mielócito
- Metamielócito
- Bastonete
- Segmentados (eosinófilo, basófilo ou neutrófilo)

### Monopoiese
Por monopoiese se conhece a formação dos monócitos a partir das UFC-M (unidade formadora de colônias monocíticas ou monócitos). Sua formação está caracterizada por duas fases de maturação que se consideram as mais importantes:
- Monoblastos
- Promonócitos

Os monócitos podem se localizar como células fixas em órgãos como no baço, alvéolos pulmonares, e nas células de Kupffer do fígado. Sua função principal consiste em fagocitar bactérias, micobactérias, fungos, protozoários ou vírus.

### Trombopoiese
Este é o processo mediante o qual se geram as plaquetas que promovem a coagulação para impedir a perda de sangue em caso de uma lesão vascular.
Partes do citoplasma do megacariócito dão origem às plaquetas, responsáveis pela coagulação sanguínea.
Evolução Celular:
- Megacarioblasto
- Megacariócito
- Plaquetas

### Eritropoiese
A eritropoiese é o processo que se corresponde a geração dos eritrócitos (ou hemácias também chamados de glóbulos vermelhos). Este processo nos seres humanos ocorre em diferentes lugares dependendo da idade da pessoa.
Na vida fetal este processo acontece principalmente no fígado e no baço e na vida extrauterina, este processo ocorre na medula óssea e também no interior do músculo serrátil anterior.
O processo se inicia com uma célula mãe que gera, por bipartição dupla, 4 células diferenciadas para produzir eritrócitos que mediante diferentes mecanismos enzimáticos chega a formação de reticulócitos e três dias depois se transformam em hemácias maduras anucleadas. A vida média de um eritrócito é de 120 dias.

### Linfopoiese
É o processo mediante o qual se formam os linfócitos.
Engloba os linfócitos T e B.Os linfócitos B saem maduros da medula óssea enquanto os linfócitos T precisam migrar para o Timo onde irão sofrer o processo de maturação.Os linfócitos B ainda se diferenciam em plasmócitos quando encontram um antígeno num órgão linfo ide secundário e secretam anticorpos nos tecidos.